# Шломо Клугер
рабин
 Шломо Яков Йосеф Клугер (в Галичині вимовляли Клігер, їд. שְׁלמה קלוּגר), або Магід з Брод, або рабі Соломон Клугер з Комарова, або МаАРШаК (хешван 5546 року — 1 тамуз 5629 року за єврейським календарем, або 1785 рік — 9 червня 1869 року) — відомий рабин, талмудист, проповідник, коментатор і законовчитель, один з найбільших знавців Тори в Галичині XIX століття.

## Біографія
Рабі Шломо народився в містечку Комарів (Люблінської губернії) на Галичині, що була на той час частиною Російської Імперії, в 1785 році (за іншими даними — в 1788 р.). Його батьком був рабі Єгуда-Аарон, рабин Комарова.
Вже в ранньому дитинстві він прояляв неабиякі здібності до навчання, написав перші свої коментарі до Тори у віці шести років. У тринадцять років він втратив батька і переїхав до міста Замосць, де кілька днів провчився в єшиві рава Мордехая Рабина, однак, оскільки навчання не відповідало його рівню та швидкості засвоєння матеріалу, він став вчитися самостійно в місцевій синагозі.
Невдовзі чутки про мудру молоду людину досягли рабина Йосефа Охгілрентера, друга батька рабі Шломо, який, переконався в глибині пізнань юнака, і вирішив взяти його під свою опіку та забезпечувати його матеріальні потреби, щоб він міг весь час приділяти тільки вивченню Тори. У той же час рабі Шломо став вчитися у рабі Якова Кранца, відомого як Магід з Дубно.
Коли рабі Шломо було п'ятнадцять років, померла його мати, і він залишився круглим сиротою. У 1802 році він одружився з дівчиною на ім'я Ліба-Маля й переїхав у Раву-Руську (Петроковська губернія), де він жив у свого тестя, який забезпечував його. Незважаючи на молодий вік, вже тоді він зустрічався з багатьма відомими рабинами, однак не бажав сам ставати рабином. Після смерті тестя він відкрив крамницю, де сидів і постійно навчався. Однак, коли він побачив, що справи в магазині йдуть погано, то вирішив, що посаду рабина всеж-таки доведеться прийняти на себе.
У 1809 році він був прийнятий на посаду рабина в містечку Куликові (Галичина), а через рік народився його перший син — Хаїм-Єгуда, який був слабкий від народження і помер молодим, за життя батька. У 1817 році він став рабином міста Юзефове (Люблінська губернія), а влітку 1820 року був прийнятий на посаду рабина Брод. У 1838 році померла його перша дружина, і рабі Шломо одружився вдруге на Фриді, дочці рабі Ар'є Марголійота з Дубно, від якої в нього народився син рабі Авраам-Біньямин, який згодом успадкував рабинську посаду батька.
У 1845 році йому запропонували посаду рабина в Бережанах (Галичина), й, незважаючи на вмовляння бродської громади, рабі Шломо погодився. Через короткий час після прибуття до Бережан рабі Шломо сильно захворів на тиф і лікарі не давали йому шансів на одужання. Однак незабаром його самопочуття стало поліпшуватися, і він прийняв на себе зобов'язання, що якщо він одужає, то повернеться до Бродів. І дійсно, через деякий час він видужав і виконав свою обіцянку, повернувшись до Бродів, де на той час вже призначили іншого рабина. Там він прожив до глибокої старості і помер у 1869 році.

## Релігійна творчість
У равинистичній літературі Східної Європи першої половини XIX століття рав Клугер займає особливе місце. Як видатний талмудичний і галахічний авторитет, володіючи величезними знаннями і неординарними моральними якостями, Клугер став найпопулярнішим рабином і загальновизнаним авторитетом в обрядових й галахічних питаннях не тільки в Галичині, де здебільшого жив і працював, але також і в Польщі та Російській імперії. Його думка, що було досить рідкісним випадком, високо котирувалися як у хасидів, так й у мітнаґдім (литваків).
Високому авторитету Клугера сприяла, крім іншого, його рідкісна працездатність, завдяки якій він за своє життя встиг написати 174 твори, а число його окремих респонсів досягло декількох тисяч. Більшість творів Клугера залишилися невиданими, і тільки 28 з них були надруковані.
Подібна завантаженість відбилася на якості творів рава Клугера. Поточні громадські справи общини й величезна кількість питань по різним питанням з усіх кінців Східної Європи і Російської імперії змушували його давати відповіді в поспіху, через що вони іноді виходили поверхневі й суперечливими, що викликало докори з боку деяких сучасних для нього єврейських законоучителей.

## Події, пов'язані з рабі Шломо
Рабі Шломо відрізнявся непохитністю і чуйністю, у всіх питаннях, що стосуються єврейського закону, він твердо стояв на своєму, не боячись ніяких погроз.

### Похорон під час епідемії холери
У 1831 році вибухнула епідемія холери, яка забрала багато життів у Бродах. Особливо страждала від епідемії біднота, до того ж через безліч померлих різко піднялися ціни на савани, тому глави общини вирішили ховати бідняків у їхньому одязі. Коли про це стало відомо рабі Шломо, він пішов додому до одного з місцевих багатіїв й, незважаючи на його вплив і велику грошову допомогу громаді, не боячись зіпсувати з ним відносини, відчитав його за постанову і домігся його скасування.

### Історія з різником
У 1843 році з'явилася підозра, що різник в Бердичеві безвідповідально виконує свою роботу, оскільки вся худоба, яку він різав, після перевірки оголошувався кашерною (що практично неможливо, оскільки кашерною тварина вважається, коли всі її внутрішні органи цілі, а, наприклад, у коров'ячих легень часто зустрічаються дірки). Різник користувався підтримкою господарів місцевої бійні, людей багатих і впливових, які не бажали втрачати свої гроші даремно.
Глави общини звернулися до рабі Шломо, щоб він розсудив між ними і прихильниками різника. Він приїхав до Бердичева і пробув там близько трьох тижнів, під час яких не тільки розслідував інцидент на бійні, але і вирішував тяжби, виносив судові постанови й склав звід правил для місцевої бойні, якими користувалися в Бердичеві аж до Другої світової війни.
Вже з першої зустрічі рабі Шломо зрозумів, що різник не виконує своє завдання як слід. Однак він провів ще кілька оглядів, щоб його не звинуватили у винесенні постанови на підставі поверхневого огляду, й навіть тоді він не виніс постанови, оскільки побоювався за власне життя. І дійсно, господарі бійні донесли на нього владі, що він намагається позбавити їх великої частини податків, через що рабі Шломо довелося рано вранці бігти з Бердичева.
Лише після повернення до Бродів видав рабі Шломо однозначну судову ухвалу, що забороняє різнику продовжувати роботу і вказує головам общини Бердичева призначити іншого різника.
Господарі бійні, відчуваючи, що вони втрачають вірний прибуток, знайшли іншого рабина, який написав лист проти рабі Шломо, проте рабини Галичини, які знали кропітке ставлення рабі Шломо Клугера до Закону Тори, не звернули на цей лист уваги.

### Заборона машинної маци
У дні рабі Шломо була винайдена перша машина для випічки маци. Рабі Шломо заборонив користуватися такою мацою на Песах з кількох причин — зокрема, тому що в деталях машини може застрягати тісто, що складно помітити й складно усунути (по закінченні 18 хвилин тісто вважається квасним і не придатне до використання на Песах). Рабі Шломо випустив брошуру, яка отримала назву «Модаа Раба ле-Ісраель» («Важливе повідомлення Ізраїлю»), в якій він найсуворіше забороняє використання машини для випічки маци. З іншого боку, рабі Шауль Натанзон, рабин Львова, дозволив використання машини і випустив у відповідь лист, який назвав «Бітуль амодаа» («Скасування повідомлення»), в якому він наводив докази на користь саме машинної маци.
Суперечка з приводу маци тривала довгі роки, і, хоча на сьогоднішній день більшість євреїв користуються машинною мацою, є чимало таких, хто й сьогодні слідує вказівці рабі Шломо Клугера. У ті ж часи рабі Шломо так завзято відстоював свої погляди, що у всій Галичині ці машини практично не з'являлися.